# Grande Prémio de Tradução Literária
O Grande Prémio Internacional de Tradução Literária é um prémio literário instituído pela Associação Portuguesa de Tradutores. Inicialmente foi organizado  em associação com o P.E.N. Clube Português e o patrocínio da Direcção-Geral do Livro e das Bibliotecas; atualmente realiza-se com o patrocínio da Sociedade Portuguesa de Autores.
O prémio é atribuído a traduções publicadas no ano anterior.

## Vencedores
| Ano  | Obra                                                | Autor da Obra              | Autor da Tradução                                        |
| ---- | --------------------------------------------------- | -------------------------- | -------------------------------------------------------- |
| 1986 | Antologia da Poesia Espanhola Contemporânea         | AA. VV.                    | José Bento (poeta)                                       |
| 1986 | Livia; or, Buried Alive                             | Lawrence Durrell           | Daniel Gonçalves                                         |
| 1987 | Mort à Crédit                                       | Louis-Ferdinand Céline     | Luiza Neto Jorge                                         |
| 1988 | Exiles                                              | James Joyce                | João Palma Ferreira                                      |
| 1988 | Der Untergeher                                      | Thomas Bernhard            | Leopoldina Almeida                                       |
| 1989 | Shame                                               | Salman Rushdie             | Manuel João Gomes                                        |
| 1989 | Enzyklopadie Der Philosophischen Wissenschaften     | G. W. Hegel                | Artur Morão                                              |
| 1990 | La Vie Mode d’Emploi                                | G. Perec                   | Pedro Tamen                                              |
| 1990 | Les Météors                                         | Michel Tournier            | Miguel Serras Pereira                                    |
| 1991 | Poemas de Li Bai                                    | Li Bai                     | António Graça de Abreu                                   |
| 1992 | Novembro                                            | Gustave Flaubert           | Maria Jorge Vilar de Figueiredo                          |
| 1993 | Les Fleurs du Mal                                   | Charles Baudelaire         | Fernando Pinto do Amaral                                 |
| 1993 | Italienische Reise                                  | Johann Wolfgang Goethe     | João Barrento                                            |
| 1994 | Le Cittá Inbisibili                                 | Italo Calvino              | José Colaço Barreiros                                    |
| 1995 | Belle du Seigneur                                   | Albert Cohen               | António Pescada                                          |
| 1995 | Harlot’s Ghost                                      | Norman Mailer              | Fernanda Pinto Rodrigues                                 |
| 1996 | Poemas Eróticos                                     | John Donne                 | Helena Barbas                                            |
| 1996 | Vita Nuova                                          | Dante Alighieri            | Vasco Graça Moura                                        |
| 1997 | Pale Fire                                           | Vladimir Nabokov           | Telma Costa                                              |
| 1997 | English Poems                                       | Fernando Pessoa            | Luísa Freire                                             |
| 1998 | The Life and Opinions of Tristam Shandy, gentleman  | Laurence Sterne            | Manuel Portela                                           |
| 1999 | Canto General                                       | Pablo Neruda               | Albano Martins                                           |
| 1999 | Los Gozos y las Sombras                             | Gonzalo Torrente Ballester | António Gonçalves                                        |
| 2000 | Fausto                                              | Johann Wolfgang Goethe     | João Barrento                                            |
| 2001 | Prestuplénie i Nakzánie; Bélie Nótchi; Idiot; Igrok | Fiodor Dostoievski         | Filipe Guerra e Nina Guerra                              |
| 2002 | Leaves of Grass                                     | Walt Whitman               | Maria de Lourdes Guimarães                               |
| 2003 | Confissão                                           | -                          | Arnaldo do Espírito Santo, Cristina Pimentel, João Bento |
| 2004 | Ausloschung. Ein Zerfall                            | Thomas Bernhard            | José A. Palma Caetano                                    |
| 2005 | El ingenioso hidalgo Don Quixote de la Mancha       | Miguel de Cervantes        | José Bento (poeta)                                       |
| 2005 | El ingenioso hidalgo Don Quixote de la Mancha       | Miguel de Cervantes        | Miguel Serras Pereira                                    |
| 2006 | A Odisseia de Homero adaptada para jovens           | Homero                     | Frederico Lourenço                                       |
| 2007 | Utopia                                              | Thomas Morus               | Aires A. Nascimento                                      |
| 2015 | Ulisses                                             | James Joyce                | Jorge Vaz de Carvalho                                    |
| 2015 | História em Duas Cidades                            | Charles Dickens            | Paulo Faria                                              |
| 2016 | Ricardo III                                         | Shakespeare                | Rui Carvalho Homem                                       |
| 2016 | Na Margem                                           | Rafael Chirbes             | Rui Pires Cabral                                         |
| 2017 | Os Últimos Dias da Humanidade                       | Karl Kraus                 | António Sousa Ribeiro                                    |